# Alfons Kraft (Politiker)
Alfons Kraft (* 4. Dezember 1912 in Stuttgart; † 26. August 1971 in Trier) war ein deutscher Politiker (SPD).

## Leben
Kraft besuchte die Oberrealschule, wo er das Abitur ablegte. Danach studierte er an der Höheren Bauschule Stuttgart und legte 1937 sein Examen als Bauingenieur ab. Bis 1940 war er Chefarchitekt im Büro des Stuttgarter Architekten Osthus. Im Zweiten Weltkrieg wurde er am 1. September 1939 zum Kriegsdienst eingezogen. Am 1. März 1940 wurde er Reserve-Führer der Waffen-SS und seit November 1940 Untersturmführer der Waffen-SS im 1. SS-Totenkopf-Reiterregiment, kommandiert zum Hauptamt für Haushalt und Bauten. Dort wurde er mit der SS-Bauleitung Warschau zur Durchführung der Bauten der SS im Generalgouvernement beauftragt. 
Ab 1945 war er Architekt bei der Stadtverwaltung Trier. 1946 wurde er Leiter des Planungs- und Bauaufsichtsamts Trier. 1950 erfolgte die Ernennung zum Baurat.

## Politik
1933 wurde er Mitglied der SS, 1935 der DAF, am 16. September 1937 beantragte er die Aufnahme in die NSDAP und wurde rückwirkend zum 1. Mai desselben Jahres aufgenommen (Mitgliedsnummer 5.893.618).
Nach dem Zweiten Weltkrieg trat er der SPD bei und war bis 1964 Vorsitzender des SPD-Stadtverbands Trier. 1946–1949 war er ehrenamtlicher technischer Beigeordneter Trier und 1958–1971 hauptamtlicher technischer Beigeordneter Trier, zuletzt mit Bezeichnung Bürgermeister. Für die SPD war er 1946/47 Mitglied der Beratenden Landesversammlung. Er rückte für die ausgeschiedene Maria Detzel in die Beratende Landesversammlung nach.
Er war Vorsitzender des Bauausschusses im Städteverband Rheinland-Pfalz, Mitglied in der Gutachterstelle Vergabewesen der Kommunalen Gemeinschaftsstelle für Verwaltungsvereinfachung, Mitglied und Ehrenvorsitzender des AWO Kreisverbands und 1963–1971 Präsident eines Trierer Karnevalsverbandes.